# Valentin Gețov
Valentin Gețov (n. 14 martie 1967, Ruse, Republica Populară Bulgaria) este un luptător ce a reprezentat Bulgaria, medaliat olimpic. A participat la o ediție a Jocurilor Olimpice (1992) în care a câștigat o medalie de argint.

## Participări
Lista de mai jos prezintă principalele competiții la care a participat Valentin Gețov de-a lungul carierei.
- wrestling at the 1992 Summer Olympics – men's freestyle 68 kg[*]